# Luxemburgs voetbalelftal in 2004
Het Luxemburgs voetbalelftal speelde in totaal tien interlands in het jaar 2004, waaronder zes wedstrijden in de kwalificatiereeks voor de WK-eindronde 2006 in Duitsland. Alle tien duels gingen verloren. De ploeg stond voor het derde opeenvolgende jaar onder leiding van de Deense oud-international Allan Simonsen. Hij stapte op na de laatste wedstrijd van het jaar, op 17 november tegen Portugal. Simonsen werd opgevolgd door oud-international Guy Hellers. Op de FIFA-wereldranglijst zakte Luxemburg in 2004 van de 153ste (januari 2004) naar de 155ste plaats (december 2004).

## Balans
| Wedstrijden | Wedstrijden | Wedstrijden | Wedstrijden | Doelpunten | Doelpunten | Doelpunten | Punten |
| Gespeeld    | Winst       | Gelijk      | Verlies     | Voor       | Tegen      | Saldo      | Punten |
| ----------- | ----------- | ----------- | ----------- | ---------- | ---------- | ---------- | ------ |
| 10          | 0           | 0           | 10          | 8          | 37         | –31        | 0.000  |

## Interlands
|                                                                 |                                                                        |       |                                 |                                                                                         |
| 24 februari Vriendschappelijk Officieus duel «onderlinge duels» | Faeröer                                                                | 4 – 2 | Luxemburg                       | Estadio Municipal, Jerez de la Frontera Toeschouwers: onbekend Scheidsrechter: onbekend |
| 24 februari Vriendschappelijk Officieus duel «onderlinge duels» | John Petersen 46' John Petersen 52' Súni Olsen 74' Julian Johnsson 90' |       | 35' René Peters 80' Daniel Huss | Estadio Municipal, Jerez de la Frontera Toeschouwers: onbekend Scheidsrechter: onbekend |

|                                                               |                 |       |                                        |                                                                                      |
| 31 maart Vriendschappelijk № 450 «onderlinge duels» 20:00 uur | Luxemburg       | 1 – 2 | Bosnië en Herzegovina                  | Stade Josy Barthel, Luxemburg Toeschouwers: 2.000 Scheidsrechter: René Rogalla (SUI) |
| 31 maart Vriendschappelijk № 450 «onderlinge duels» 20:00 uur | Daniel Huss 87' |       | 63' Zvjezdan Misimović 71' Elvir Bolić | Stade Josy Barthel, Luxemburg Toeschouwers: 2.000 Scheidsrechter: René Rogalla (SUI) |

|                                                               |                                                                             |       |                 |                                                                               |
| 28 april Vriendschappelijk № 451 «onderlinge duels» 20:30 uur | Oostenrijk                                                                  | 4 – 1 | Luxemburg       | Tivoli Neu, Innsbruck Toeschouwers: 9.400 Scheidsrechter: Damir Skomina (SLO) |
| 28 april Vriendschappelijk № 451 «onderlinge duels» 20:30 uur | Roland Kirchler 5' Markus Kiesenebner 9' Mario Haas 85' Roland Kollmann 89' |       | 63' Daniel Huss | Tivoli Neu, Innsbruck Toeschouwers: 9.400 Scheidsrechter: Damir Skomina (SLO) |

|                                                             |                                            |       |           |                                                                               |
| 29 mei Vriendschappelijk № 452 «onderlinge duels» 20:15 uur | Portugal                                   | 3 – 0 | Luxemburg | Agueda Municipal, Agueda Toeschouwers: 9.000 Scheidsrechter: Rob Styles (ENG) |
| 29 mei Vriendschappelijk № 452 «onderlinge duels» 20:15 uur | Luís Figo 14' Nuno Gomes 28' Rui Costa 37' |       |           | Agueda Municipal, Agueda Toeschouwers: 9.000 Scheidsrechter: Rob Styles (ENG) |

|                                                                |                                                      |       |                  |                                                                                    |
| 18 augustus WK-kwalificatie № 453 «onderlinge duels» 19:15 uur | Slowakije                                            | 3 – 1 | Luxemburg        | Slovan Stadion, Bratislava Toeschouwers: 5.016 Scheidsrechter: Viktor Kassai (HUN) |
| 18 augustus WK-kwalificatie № 453 «onderlinge duels» 19:15 uur | Róbert Vittek 26' Vratislav Greško 48' Igor Demo 89' |       | 2' Jeff Strasser | Slovan Stadion, Bratislava Toeschouwers: 5.016 Scheidsrechter: Viktor Kassai (HUN) |

|                                                                |                                                                                |       |           |                                                                               |
| 4 september WK-kwalificatie № 454 «onderlinge duels» 18:00 uur | Estland                                                                        | 4 – 0 | Luxemburg | A. Le Coq Arena, Tallinn Toeschouwers: 3.000 Scheidsrechter: Alan Kelly (IRL) |
| 4 september WK-kwalificatie № 454 «onderlinge duels» 18:00 uur | Ingemar Teever 7' Manou Schauls 41' (e.d.) Andres Oper 61' Kristen Viikmäe 67' |       |           | A. Le Coq Arena, Tallinn Toeschouwers: 3.000 Scheidsrechter: Alan Kelly (IRL) |

|                                                                |                                                         |       | |                                                                                           |
| 8 september WK-kwalificatie № 455 «onderlinge duels» 19:00 uur | Luxemburg                                               | 3 – 4 | Letland                                                                                               | Stade Josy Barthel, Luxemburg Toeschouwers: 2.125 Scheidsrechter: George Kasnaferis (GRE) |
| 8 september WK-kwalificatie № 455 «onderlinge duels» 19:00 uur | Gordon Braun 11' Alphonse Leweck 55' Manuel Cardoni 61' |       | 4' Māris Verpakovskis 39' (pen.) Mihails Zemlinskis 65' (e.d.) Eric Hoffmann 66' Andrejs Prohorenkovs | Stade Josy Barthel, Luxemburg Toeschouwers: 2.125 Scheidsrechter: George Kasnaferis (GRE) |

|                                                              |           |                                                                              |         |                                                                                        |
| 9 oktober WK-kwalificatie № 456 «onderlinge duels» 16:00 uur | Luxemburg | 0 – 4                                                                        | Rusland | Stade Josy Barthel, Luxemburg Toeschouwers: 4.000 Scheidsrechter: Eric Braamhaar (NED) |
| 9 oktober WK-kwalificatie № 456 «onderlinge duels» 16:00 uur |           | 56' Dmitri Sytsjov 62' Andrej Arsjavin 69' Dmitri Sytsjov 86' Dmitri Sytsjov |         | Stade Josy Barthel, Luxemburg Toeschouwers: 4.000 Scheidsrechter: Eric Braamhaar (NED) |

|                                                               |           |                                                                                     |               |                                                                                       |
| 13 oktober WK-kwalificatie № 457 «onderlinge duels» 19:00 uur | Luxemburg | 0 – 4                                                                               | Liechtenstein | Stade Josy Barthel, Luxemburg Toeschouwers: 3.478 Scheidsrechter: Jaroslav Jara (CZE) |
| 13 oktober WK-kwalificatie № 457 «onderlinge duels» 19:00 uur |           | 41' Martin Stocklasa 44' Franz Burgmeier 57' (pen.) Mario Frick 85' Franz Burgmeier |               | Stade Josy Barthel, Luxemburg Toeschouwers: 3.478 Scheidsrechter: Jaroslav Jara (CZE) |

|                                                                |           |                                                                                                 |          |                                                                                         |
| 17 november WK-kwalificatie № 458 «onderlinge duels» 19:00 uur | Luxemburg | 0 – 5                                                                                           | Portugal | Stade Josy Barthel, Luxemburg Toeschouwers: 8.045 Scheidsrechter: Vitaly Godulyan (UKR) |
| 17 november WK-kwalificatie № 458 «onderlinge duels» 19:00 uur |           | 11' (e.d.) Ben Federspiel 28' Cristiano Ronaldo 52' Maniche 67' Pedro Pauleta 82' Pedro Pauleta |          | Stade Josy Barthel, Luxemburg Toeschouwers: 8.045 Scheidsrechter: Vitaly Godulyan (UKR) |

## FIFA-wereldranglijst
| JAN | FEB | MAR | APR | MEI | JUN | JUL | AUG | SEP | OKT | NOV | DEC |
| --- | --- | --- | --- | --- | --- | --- | --- | --- | --- | --- | --- |
| 153 | 153 | 154 | 156 | 155 | 156 | 157 | 157 | 157 | 155 | 155 | 155 |

## Statistieken
| Alija Bešić        | 1975-03-30 | Swift Hesperange    | 9 | 0 | 0 | 28 | 0 |
| Joé Flick          | 1979-07-16 | Jeunesse Esch       | 0 | 1 | 0 | 1  | 0 |
| Verdediging        |            |                     |   |   |   |    |   |
| Manou Schauls      | 1972-02-13 | Jeunesse Esch       | 8 | 0 | 0 | 37 | 1 |
| Jeff Strasser      | 1974-10-05 | Borussia M'gladbach | 7 | 0 | 1 | 63 | 5 |
| Eric Hoffmann      | 1984-06-21 | Etzella Ettelbruck  | 7 | 0 | 0 | 21 | 0 |
| Ben Federspiel     | 1981-05-18 | Etzella Ettelbruck  | 6 | 0 | 0 | 16 | 0 |
| Claude Reiter      | 1981-07-02 | Union Luxembourg    | 6 | 0 | 0 | 18 | 0 |
| Xavier Hellenbrand | 1979-10-16 | Union Luxembourg    | 2 | 1 | 0 | 4  | 0 |
| Patrick Lassine    | 1982-12-28 | Jeunesse Esch       | 0 | 1 | 0 | 1  | 0 |
| Tom Schnell        | 1985-10-08 | Eintracht Trier     | 0 | 1 | 0 | 1  | 0 |
| Middenveld         |            |                     |   |   |   |    |   |
| Sébastien Rémy     | 1974-04-16 | F91 Dudelange       | 9 | 0 | 0 | 24 | 0 |
| Alphonse Leweck    | 1981-12-16 | Etzella Ettelbruck  | 8 | 0 | 1 | 25 | 1 |
| Manuel Cardoni     | 1972-09-22 | Jeunesse Esch       | 7 | 0 | 1 | 69 | 5 |
| René Peters        | 1981-06-15 | Swift Hesperange    | 7 | 0 | 0 | 30 | 1 |
| Gregory Molitor    | 1980-03-12 | Swift Hesperange    | 4 | 2 | 0 | 11 | 0 |
| Charles Leweck     | 1983-07-19 | Etzella Ettelbruck  | 2 | 7 | 0 | 10 | 0 |
| Paul Mannon        | 1984-03-21 | Etzella Ettelbruck  | 2 | 2 | 0 | 10 | 0 |
| Luc Thimmesch      | 1980-09-20 | CS Grevenmacher     | 2 | 1 | 0 | 4  | 0 |
| Sven di Domenico   | 1982-03-15 | Swift Hesperange    | 1 | 6 | 0 | 15 | 0 |
| Aanval             |            |                     |   |   |   |    |   |
| Gordon Braun       | 1977-07-25 | Jeunesse Esch       | 7 | 0 | 1 | 35 | 1 |
| Daniel Huss        | 1979-10-08 | CS Grevenmacher     | 6 | 0 | 2 | 32 | 2 |
| Dan Collette       | 1985-04-02 | Swift Hesperange    | 0 | 3 | 0 | 3  | 0 |

FLF · A-internationals · Bondscoaches · Statistieken · Luxemburgs vrouwenelftal · Luxemburg U21 · Luxemburg U19 · Luxemburg U18 · Luxemburg U17 · Luxemburg U16
1911 – 1919 ·
1920 – 1929 ·
1930 – 1939 ·
1940 – 1949 ·
1950 – 1959 ·
1960 – 1969 ·
1970 – 1979 ·
1980 – 1989 ·
1990 – 1999 ·
2000 – 2009 ·
2010 – 2019 ·
2020 − 2029
OS 1920 · 
OS 1924 · 
OS 1928 · 
OS 1936 · 
OS 1948 · 
OS 1952
1911 · 
1912 · 
1913 · 
1914 · 
1915 · 1916 · 1917 · 1918 · 1919 · 
1920 · 
1921 · 1922 · 1923 · 
1924 · 
1925 · 1926 · 
1927 · 
1928 · 
1929 · 1930 · 1931 · 1932 · 1933 · 
1934 · 
1935 · 
1936 · 
1937 · 
1938 · 
1939 · 
1940 · 
1941 · 1942 · 1943 · 1944 · 
1945 · 
1946 · 
1947 · 
1948 · 
1949 · 
1950 · 
1952 · 
1952 · 
1953 · 
1954 · 
1955 · 
1956 · 
1957 · 
1958 · 
1959 · 
1960 · 
1961 · 
1962 · 
1963 · 
1964 · 
1965 · 
1966 · 
1967 · 
1968 · 
1969 · 
1970 · 
1971 · 
1972 · 
1973 · 
1974 · 
1975 · 
1976 · 
1977 · 
1978 · 
1979 · 
1980 · 
1981 · 
1982 · 
1983 · 
1984 · 
1985 · 
1986 · 
1987 · 
1988 · 
1989 · 
1990 · 
1991 · 
1992 · 
1993 · 
1994 · 
1995 · 
1996 · 
1997 · 
1998 · 
1999 · 
2000 · 
2001 · 
2002 · 
2003 · 
2004 · 
2005 · 
2006 · 
2007 · 
2008 · 
2009 · 
2010 · 
2011 · 
2012 · 
2013 · 
2014 · 
2015 ·
2016 ·
2017 ·
2018 ·
2019 ·
2020 ·
2021
Afghanistan ·
Albanië ·
Algerije ·
Armenië ·
Azerbeidzjan ·
België ·
Bosnië en Herzegovina ·
Brazilië ·
Bulgarije ·
Canada ·
Cyprus ·
DDR ·
Denemarken ·
(West-)Duitsland ·
Egypte ·
Engeland ·
Estland ·
Faeröer ·
Finland ·
Frankrijk ·
Gambia ·
Georgië ·
Griekenland ·
Hongarije ·
Ierland ·
IJsland ·
Israël ·
Italië ·
Japan ·
Joegoslavië ·
Kaapverdië ·
Kameroen ·
Kazachstan ·
Letland ·
Liechtenstein ·
Litouwen ·
Madagaskar ·
Malta ·
Marokko ·
Mexico ·
Moldavië ·
Montenegro ·
Myanmar ·
Nederland ·
Nigeria ·
Noord-Ierland ·
Noord-Macedonië ·
Noorwegen ·
Oekraïne ·
Oostenrijk ·
Polen ·
Portugal ·
Qatar ·
Roemenië ·
Rusland ·
San Marino ·
Saoedi-Arabië ·
Schotland ·
Senegal ·
Servië ·
Servië en Montenegro ·
Slovenië ·
Slowakije ·
Sovjet-Unie ·
Spanje ·
Thailand ·
Togo ·
Tsjechië ·
Tsjecho-Slowakije ·
Turkije ·
Uruguay ·
Verenigde Staten ·
Wales ·
Wit-Rusland ·
Zuid-Korea ·
Zweden ·
Zwitserland